# Riu Ngadda
El riu Ngadda és un riu de Nigèria que desemboca al llac Txad. És un riu permanent a la part alta i estacional a la part baixa. Les seves fonts es troben al flanc nord-oest de les muntanyes Mandara i flueix en direcció nord-est cap al llac Txad, al qual no arriba des dels anys vuitanta. La seva conca hidrogràfica és d'uns 14.400 km².
L'embassament Alau, construït al riu ha interferit amb les fèrtils planes inundables estacionals de la regió de Maiduguri.